# Поречье (посёлок, Тульская область)
Поречье — посёлок в Дубенском районе Тульской области России.
В рамках административно-территориального устройства входит в Опоченский сельский округ Дубенского района, в рамках организации местного самоуправления включается в Воскресенское сельское поселение.

## География
Расположен у реки Упа, в 9 км к северо-востоку от районного центра, посёлка городского типа Дубна, и в 38 км к западу от областного центра.
Железнодорожная станция Упа на линии Тула — Суворов — Козельск.
Южнее от Пореченских карьеров находится деревня Поречье.

## Население
| 2002 | 2010 |
| ---- | ---- |
| 583  | ↗598 |

## Инфраструктура
Южнее от посёлка находятся Пореченские карьеры, входящие в холдинг «Техизвестняк» — градообразующее предприятие Поречья. Здесь производят строительный щебень, который применяется в дорожном и промышленном строительстве, технологический известняк для сахарной промышленности, флюсовый известняк для металлургической промышленности, минеральный неактивированный порошок для асфальтобетона, известняковую муку для раскисления почв, которая применяется в сельском хозяйстве.